# Prvoslav Vujčić
Prvoslav Vujčić (Vujcsics Prvoslav; 1960. július 20.) szerbiai származású író, költő, közéleti személyiség.

## Élete
Az egykori Jugoszlávia részét képező szerbiai kisváros, Burjan környékén született, Pozsarevác településen. Rendkívül termékeny író.

## Művei
- Razmišljanja jednog leša (Thoughts of a Corpse), 2004
- Beograde, dobro je, bi' iz Toronta tebi (Belgrade, It's All Good, From Toronto to You), 2004
- Kastriranje vetra (Castration of the Wind), 2005
- Deveto koleno sve/mira (Ninth Step of the Universe), 2005
- Hvatanje pljuvačke, 2012[1]